# Vignoble de la vallée du Haut Douro
Le vignoble de la vallée du Haut Douro, au Portugal, produit deux appellations d'origine, le Porto et le Douro, dans les terroirs viticoles des sous-régions de Baixo Corgo, Cima Corgo et Haut Douro, au nord du pays, des deux côtés des berges du Douro. Ce vignoble est classé au patrimoine mondial de l'humanité par l'UNESCO car il satisfait trois critères de l'organisation.

## Histoire

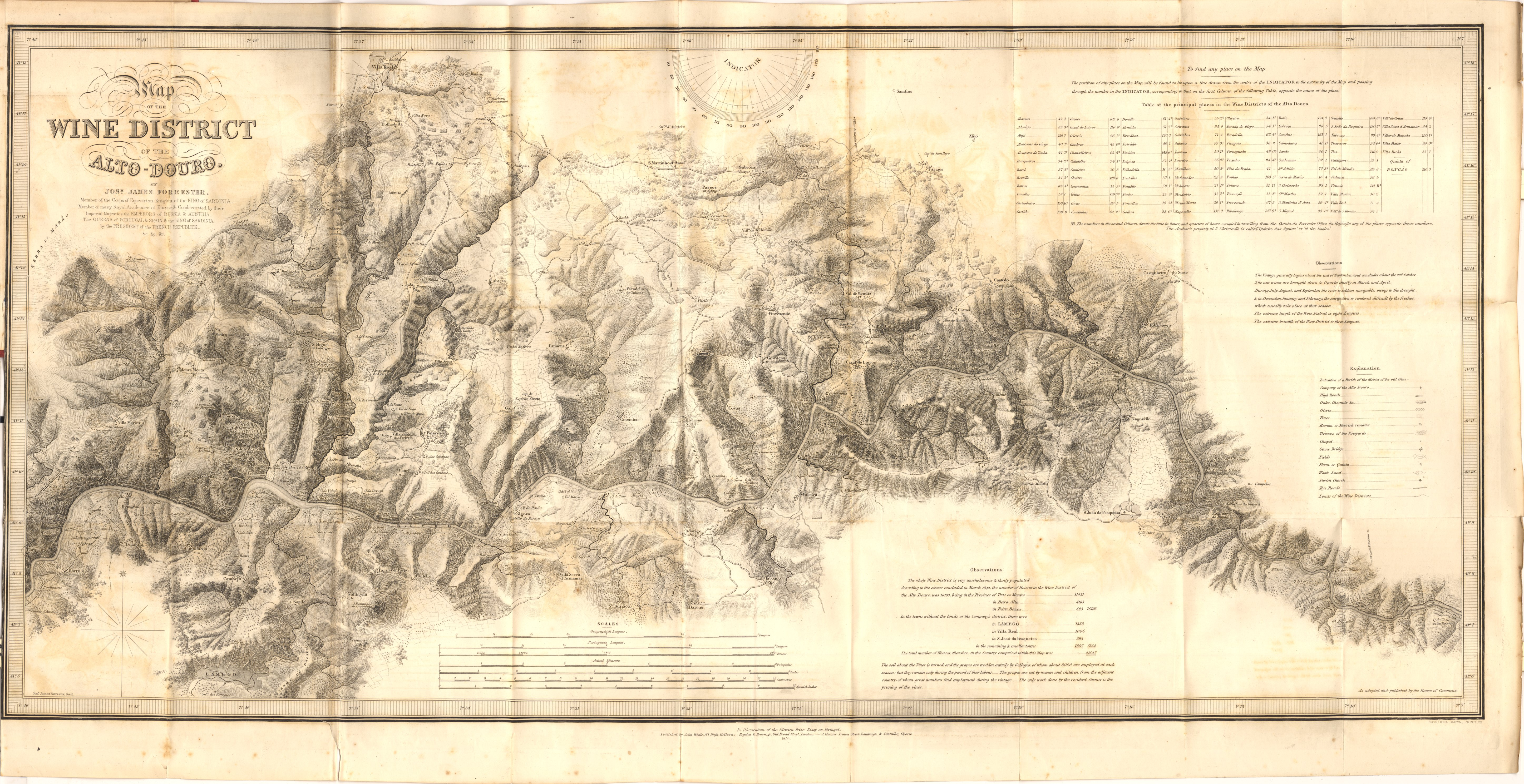
Carte de la région viticole d'après J.J. Forrester (1854)

Le vin du Douro bénéficie de la plus ancienne appellation contrôlée au monde, attribuée en 1756.
Le vignoble de la vallée du Haut-Douro a été déclaré Patrimoine mondial le 14 décembre 2001. Selon l'Organisation des Nations unies pour l'éducation, la science et la culture (Unesco ), « Le Haut-Douro produit du vin depuis quelque deux mille ans et sa principale production, le vin de Porto, est célèbre dans le monde entier depuis le XVIIIe siècle. Cette longue tradition a façonné un paysage culturel d'une beauté exceptionnelle qui reflète en même temps son évolution technique, sociale et économique ».
Le classement au patrimoine mondial concerne une superficie de 24 600 ha, entourée d'une zone-tampon de 225 000 ha. Il repose, pour le vignoble du Haut-Douro, sur trois critères : il apporte un témoignage exceptionnel sur une tradition culturelle ou une civilisation, il offre un exemple éminent d'un paysage illustrant une période significative de l'histoire humaine ; enfin il est un exemple éminent d'établissement humain traditionnel représentatif d'une culture,.

## Géographie
La zone classée recouvre les treize concelhos : Mesão Frio, Peso da Régua, Santa Marta de Penaguião, Vila Real, Alijó, Sabrosa, Carrazeda de Ansiães, Torre de Moncorvo, Lamego, Armamar, Tabuaço, São João da Pesqueira et Vila Nova de Foz Côa.
Les sols sont schisteux, et dans une moindre mesure granitiques. Le climat méditerranéen est caractérisé par un été chaud et sec, et des précipitations d'automne et d'hiver souvent violentes.

## Viticulture

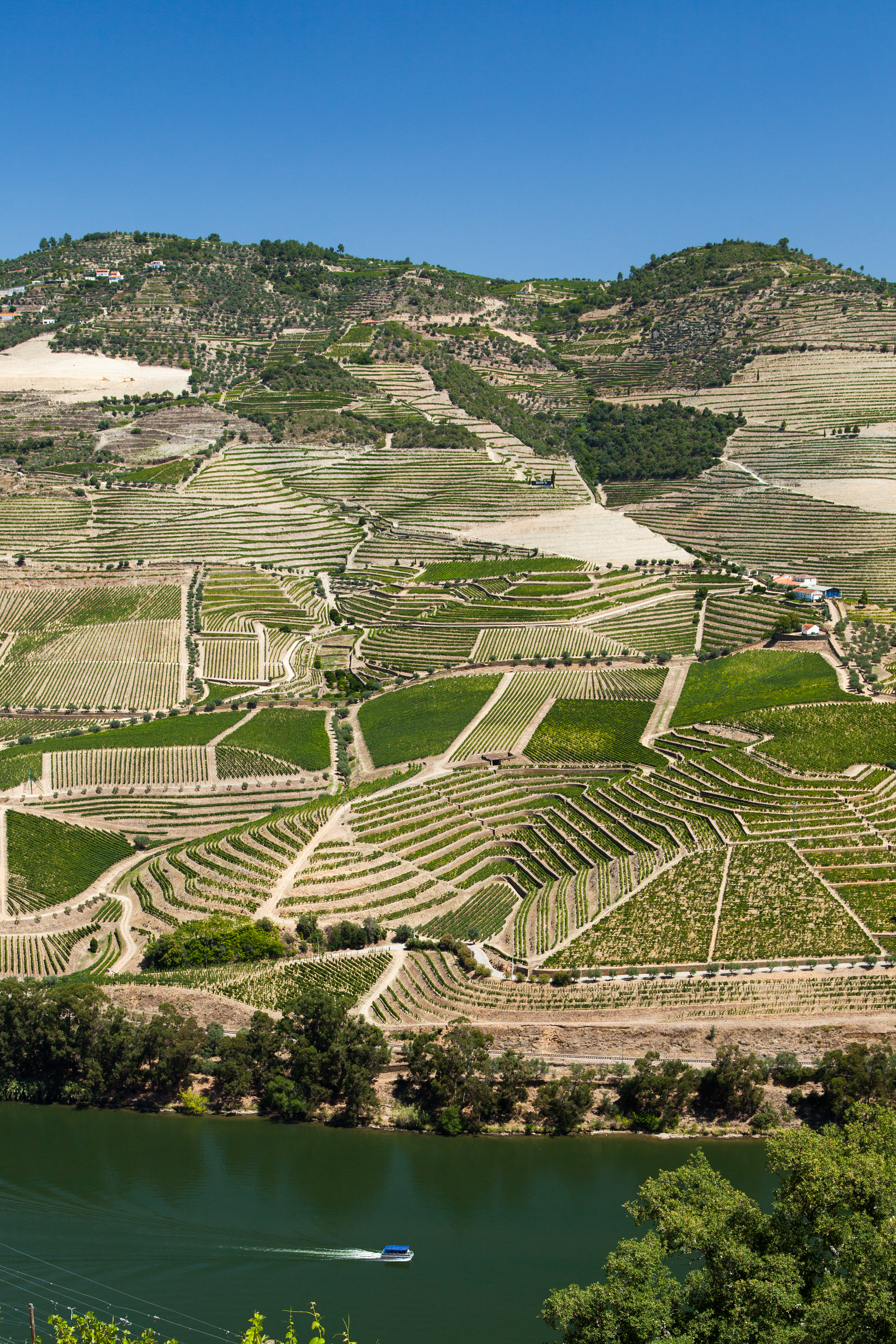
Viticulture en terrasses, vallée du Douro, 2014

La vallée du Douro est depuis longtemps anthropisée. La culture se fait sur des vignobles escarpés, aménagés en terrasses. Le défoncement de la roche schisteuse se fait jusqu'à 1,30 mètre de profondeur pour permettre l'infiltration de  l'eau et le développement du système racinaire. La culture de la vigne est presque exclusive dans la région : la superficie du concelho de Peso da Régua cultivée en vigne atteint 63 % de la surface totale.
La culture de la vigne occupe 16 % des 250 000 ha de la région du Haut Douro. En 2001, 33 000 viticulteurs exploitent des parcelles d'une superficie moyenne de 1 ha. 
Sur 38 000 ha de vignes, seuls 26 000 ha sont autorisés à produire du vin de Porto.

## Cépages
Les 5 cépages les plus fréquents sont le Tinta Roriz, le Touriga Franca, le Touriga Nacional, le Tinta Barroca et le Tinto Cão. On trouve aussi le Bastardo, qui fut beaucoup planté mais qui est fréquemment délaissé en raison de sa précocité. 

## Communication et œnotourisme
La route du vin de Porto est inaugurée en 1996.
Le vignoble du Douro est l'invité, en 2018, d'une exposition qui lui est consacrée à la cité du vin de Bordeaux. La ville de Porto a fait le choix de ne proposer que peu d'explications, mais des objets qui participent d'un « cabinet d'émerveillement », en accord avec la pratique habituelle du musée.